# INS Beas (1958)
INS Beas – fregata Indyjskiej Marynarki Wojennej brytyjskiego typu 41 (Leopard) z okresu zimnej wojny, jeden z trzech okrętów tego typu w indyjskiej służbie. Nosiła numery burtowe F137 i F37. Weszła do służby w 1960 roku, została wycofana w 1992 roku. Jej nazwa pochodzi od rzeki Bjas.

## Budowa
W 1954 roku Indie zamówiły w Wielkiej Brytanii budowę sześciu nowoczesnych fregat, w tym trzech typu 41 (Leopard) i trzech typu 14 (Blackwood). Były one pierwszymi nowo zbudowanymi okrętami dla Indyjskiej Marynarki Wojennej. Fregaty typu 41 (ang. Type 41) zostały zaprojektowane dla marynarki brytyjskiej jako okręty obrony przeciwlotniczej. Jako pierwsze brytyjskie fregaty wprowadziły napęd silnikami Diesla zamiast turbinami parowymi. Okręty dla Indii zostały nieco zmodyfikowane w stosunku do brytyjskich pod kątem warunków lokalnych.
Fregata „Beas” została zbudowana w stoczni Vickers w Newcastle upon Tyne jako druga z serii dla Indii. Stępkę pod jej budowę położono 29 listopada 1956 roku, a okręt wodowano 9 października 1958 roku. Otrzymała nazwę od rzeki Bjas. Fregata weszła do służby 24 maja 1960 roku.

## Skrócony opis
Okręty projektu 41 stanowiły dość duże fregaty z typowymi liniami kadłuba i architekturą dla brytyjskich okrętów tej klasy lat 50. Pokład dziobowy ciągnął się na większość długości okrętu, obniżając się dopiero na rufie, a na samym dziobie pokład było dodatkowo podniesiony dla polepszenia dzielności morskiej. Na pokładzie dziobowym i rufowym umieszczone były pojedyncze wieże artylerii uniwersalnej, a pomiędzy nimi rozciągała się grupa niskich nadbudówek. Ściany nadbudówki dziobowej stanowiły przedłużenie burt. Okręty miały dwa maszty kratownicowe, mieszczące zarazem wyloty spalin silników, bez klasycznych kominów. Wyporność standardowa okrętów wynosiła 2251 długich ton (ts), a pełna 2515 ts. Długość wynosiła 103,6 m, szerokość 12,2 m. Zanurzenie podawane jest w źródłach od 3,6 m do 4,9 m. Załoga liczyła 210 osób.
Główne uzbrojenie artyleryjskie stanowiły cztery armaty uniwersalne kalibru 114 mm (4,5 cala) Mk 6 w dwóch dwudziałowych wieżach. Ich ogniem kierował system kierowania ogniem Mk 6M, uzyskujący dane z radaru oraz zapasowego dalocelownika CRBF na rufie. Uzbrojenie to uzupełniało na okrętach brytyjskich pojedyncze działko przeciwlotnicze 40 mm Bofors, zamiast przewidzianego projektem podwójnego działka. Prawdopodobnie takie samo lekkie uzbrojenie przeciwlotnicze nosiły okręty indyjskie. Do zwalczania okrętów podwodnych służył trzylufowy miotacz bomb głębinowych Squid.
Wyposażenie radiolokacyjne w oryginalnym projekcie brytyjskim stanowił radar dozoru powietrznego dalekiego zasięgu typu 960 na maszcie dziobowym, radary typów 275 oraz 262 (kierowania ogniem), typów 992Q oraz 993 (dozoru nawodnego i wykrywania celów niskolecących) i typów 974 oraz 978 (nawigacyjne). Okręty indyjskie były wyposażone m.in. w radary typu 960 (dozoru powietrznego), 275 (artyleryjski) i 293Q – starszy radar dozoru nawodnego i wykrywania celów niskolecących, zapewne zamiast radarów 992Q i 933. Do wykrywania okrętów podwodnych służyły na okrętach brytyjskich stacje hydrolokacyjne typów 170, 174 i 162.
Siłownia okrętowa składała się z ośmiu silników wysokoprężnych ASR1 (Admiralty Standard Range 1) o mocy łącznej 14 400 bhp, napędzających dwie śruby. Napęd pozwalał na osiągnięcie prędkości maksymalnej 25 węzłów. Zasięg wynosił 7500 mil morskich przy prędkości ekonomicznej 16 węzłów. Silniki sprawiały jednak problemy w eksploatacji w Indiach.

## Służba
Po wejściu do służby trzy indyjskie okręty typu 41 utworzyły 16. Eskadrę Fregat. INS „Beas” otrzymał początkowo numer burtowy F 137.
„Beas” wziął udział w operacji zbrojnej aneksji Indii Portugalskich. Wraz z bliźniaczym „Betwa” i slupem „Cauvery” 18 grudnia 1961 roku zniszczył ogniem artylerii portugalską fregatę „Afonso de Albuquerque” w pojedynku przez portem Marmagao.
W chwili wybuchu wojny z Pakistanem we wrześniu 1965 roku okręt stacjonował wraz z bliźniaczym „Brahmaputra” w Kalkucie. Między 1 a 9 września oba okręty przeszły do Bombaju, przy tym „Beas” wykrył pod Bombajem z dużej odległości zanurzony pakistański okręt podwodny „Ghazi”, lecz utracił z nim następnie kontakt. W dniach 10-14 września „Beas” wyszedł z głównymi siłami floty, w tym krążownikiem „Mysore” i oboma bliźniaczymi fregatami, patrolując w rejonie półwyspu Kathijawar, bez kontaktu z przeciwnikiem (operacja Gallant). Między 18 a 22 września patrolował tam ponownie z głównymi siłami floty, w związku z fałszywymi doniesieniami o wysadzeniu desantu pakistańskiego pod Porbandarem. Działania wojenne zakończyły się rozejmem 23 września.
„Beas” służył również podczas kolejnej wojny z Pakistanem w 1971 roku, działając z lotniskowcem „Vikrant” i fregatą „Brahmaputra” w Zatoce Bengalskiej i blokując żeglugę z portów Pakistanu Wschodniego. Okręty te wzięły następnie udział w desancie pod Koks Badźar 15-16 grudnia 1971 roku. „Beas” udzielał wówczas pomocy okrętowi desantowemu „Gharial”, który uszkodził dno.
Pod koniec 1972 roku „Beas” został uszkodzony w kolizji z krążownikiem INS „Mysore”.
Na przełomie lat 70/80. „Beas” wraz z bliźniaczymi fregatami został przebudowany na okręt szkolny – zamiast zdjętej wieży rufowej zabudowano na rufie dodatkowe pomieszczenia. Otrzymał w tym czasie numer burtowy F 37. Został wycofany ze służby w 1992 roku.